# SH-I-048A
Il SH-I-048A è uno psicofarmaco appartenente alla categoria delle benzodiazepine analogo strutturalmente a composti come flubromazepam e meclonazepam. È stato utilizzato per studiare le differenti funzionalità tra i diversi sottotipi del recettore GABA A.
Ha un'affinità di legame di 0,77 nM per il sottotipo α1, 0,17 nM per il sottotipo α2, 0,38 nM per il sottotipo α3 e 0,11 nM per il sottotipo α5.